# Templo de Apolo Carneo
El Templo de Apolo Carneo era un antiguo templo griego dedicado a Apolo Carneo en la ciudad de Cnido, en Asia Menor, en la actual Turquía.

## Historia
El templo de Apolo Carneo tuvo al menos dos fases diferentes de construcción. Al menos parte del templo o sus decoraciones parecen haber sido realizadas en el período helenístico, hacia el 100 a. C. Las ruinas del edificio fueron descubiertas durante unas excavaciones en 1969. Fue identificado por una inscripción de dedicación a Apolo Carneo encontrada en las ruinas. Posiblemente albergó las ceremonias de la Hexápolis dórica.

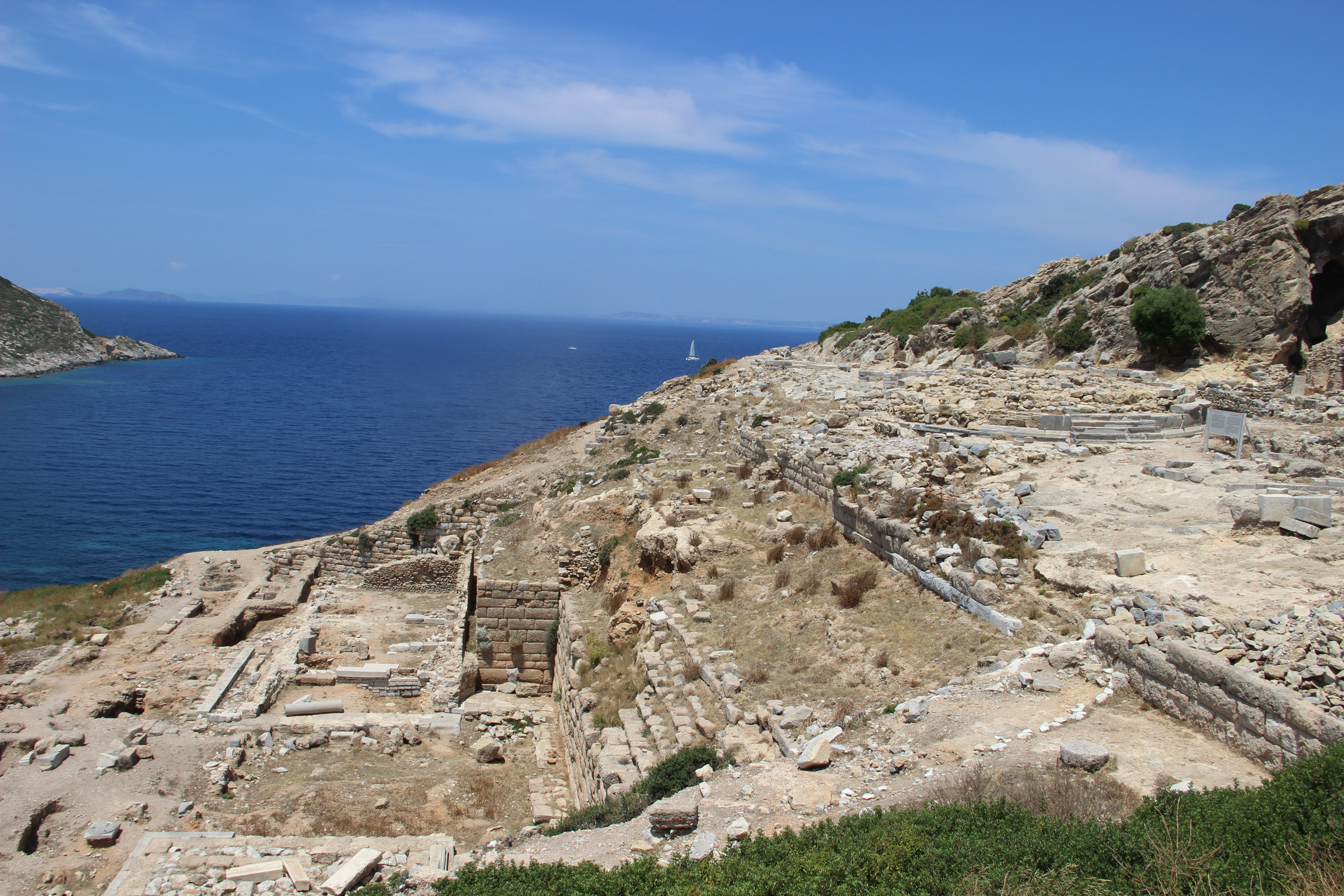
Ruinas del templo de Apolo Carneo (izquierda), con las ruinas del Templo de Afrodita Euplea en la parte superior derecha.

A principios del período bizantino, se construyó una iglesia en el emplazamiento del templo.

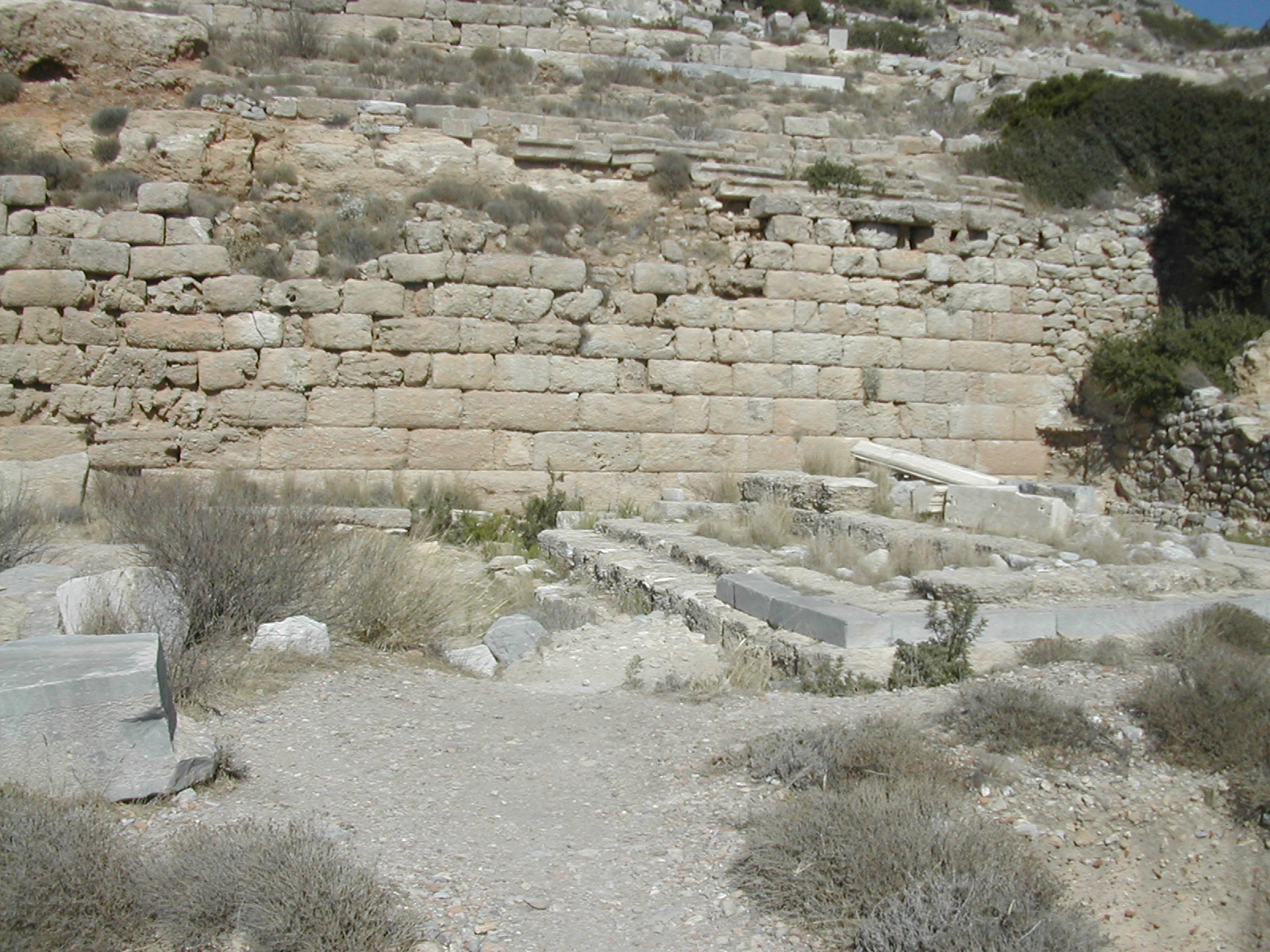
Restos del altar del templo.

## Descripción
Estaba situado en la parte noroeste del recinto amurallado de Cnido, donde se encontraban los principales santuarios de la ciudad. El santuario de Apolo, al que pertenece el templo, estaba situado en el terraplén al oeste de la confluencia de la calle principal este-oeste de la ciudad y la calle del puerto.
Era de estilo dórico, y sus dimensiones eran de unos 19 × 11 metros. Constaba de una sala rectangular con un pronaos delante. En el interior del templo había una imagen de culto de Apolo, que representaba al dios con una cítara en la mano (Apolo Cítaredo). Se conservan algunas partes. El templo en sí está mal conservado.
El altar del templo, que se conserva relativamente bien, estaba habitualmente en su lado oriental. Medía unos 11 × 7 m y se accedía a él por una escalera desde el oeste. Cerca del altar hay una gradería en forma de estadio para presenciar las ceremonias. En el lado oriental del santuario había un propileo que conducía a él desde la encrucijada, datado en torno al año 300 a. C. Al norte del templo hay un gran muro de contención, sobre el que se encuentra el Templo de Afrodita Euplea y el santuario.
En la zona se han encontrado partes de un friso que representa a mujeres danzando, presumiblemente ninfas. Están expuestas en el Museo de Marmaris.